# Dreamer (Supertramp)
Dreamer è un singolo del gruppo musicale britannico Supertramp, pubblicato nel 1974 ed estratto dall'album Crime of the Century.

## Descrizione
Il brano è stato scritto da Rick Davies e Roger Hodgson.
La canzone è stata ripubblicata come singolo nel 1980 in promozione dell'album dal vivo Paris.

## Tracce
- 7"

1. Dreamer – 3:33
2. Bloody Well Right – 4:26

## Formazione
- Roger Hodgson – piano elettrico Wurlitzer, voce
- Rick Davies – piano elettrico Wurlitzer, organo Hammond, cori
- Dougie Thomson – basso
- Bob Siebenberg – batteria, percussioni
- John Helliwell – celesta, glasspiel, cori

## Cover
Renato Zero ha inciso una versione italiana del pezzo, stravolgendone il testo, col titolo Sgualdrina per il suo album del 1977 Zerofobia. Il brano è stato apprezzato da John Helliwell, che ha dichiarato di tenerlo nella playlist sul suo lettore mp3.